# Jednostka regionalna Grewena
Jednostka regionalna Grewena (nwgr.: Περιφερειακή ενότητα Γρεβενών) – jednostka terytorialna Grecji w regionie Macedonia Zachodnia. Powołana do życia 1 stycznia 2011 w wyniku przyjęcia nowego podziału administracyjnego kraju. W 2021 roku liczyła 26 tys. mieszkańców.
W skład jednostki wchodzą gminy:
- Deskati (2),
- Grewena (1).